# Georg Borgfeldt
Georg Borgfeldt, auch George Borgfeldt (* 25. August 1833 in Meldorf; † 20. November 1903 in Wien) war ein deutsch-amerikanischer Kaufmann und Firmengründer.

## Leben und Wirken
Georg Borgfeldt war ein Sohn des Meldorfer Kupferschmieds Johann Georg Borgfeldt (* 3. August 1786 in Meldorf; † 13. Juli 1861 ebenda) und dessen Ehefrau Elsabe Katharina, geborene Peters (* 18. März 1800 in Meldorf; † 11. Juni 1843 ebenda). Die Mutter war eine Tochter des Meldorfer Schlachters Friedrich Peters. Sein Bruder Friedrich Borgfeldt (* 1. November 1826 in Meldorf; † 4. Januar 1884 in Meran) arbeitete als Jurist, von 1856 bis 1863 als Vogt des Kirchspiels Hemme und von 1868 bis 1875 in Reinbek.
Borgfeldt verbrachte Kindheit und Jugend in einer Familie, die sich im Rahmen der Schleswig-Holstein-Frage auf die deutsche Seite gestellt hatte. Sein Bruder kämpfte als erklärter Demokrat und Republikaner in der Schleswig-Holsteinischen Erhebung. Georg Borgfeldt besuchte eine Schule und absolvierte eine kaufmännische Ausbildung in Rendsburg.
Die politischen Ereignisse der 1830/40 Jahre dürften dazu beigetragen haben, dass er im August 1853 über Hamburg in die USA emigrierte. Er arbeitete anfangs in New York als Buchhalter bei dem Importwarenhaus Kohlsaat & Co.
1857 zog Borgfeldt von New York nach Edgefield nahe Nashville. Gemeinsam mit einem Partner gründete er hier das Unternehmen Borgfeldt & Gundrath. Da die Firma 1862 “Borgfeldt & Thompson” hieß, ist davon auszugehen, dass sein Mitinhaber ein Jahr zuvor gewechselt hatte. Borgfeldt importierte während dieser Zeit unter anderem Maschinen aus England und handelte laut Aufzeichnungen der Familie auch mit Waffen. Gemäß einer Volkszählung von 1860 lebte im Haushalt der Familie ein Sklave.
Während des Sezessionskrieges gehörte Borgfeldt zwischenzeitlich der Armee der Südstaaten an. 1862 verlegte er seinen Wohnsitz nach Indianapolis, wo er einen Großhandel für Kurzwaren gründete. Drei Jahre später ging er zurück nach New York und rief mit einem Partner den Strumpfwarenhandel „Borgfeldt & Thompson’s“ ins Leben. Später handelten die Unternehmer mit Modeartikeln. 1873 erwarb Borgfeldt Anteile an dem seinerzeit führenden Spielwarengroßhandel „Strasburger, Pfeiffer & Co.“ Dort lernte er die zwei leitenden Angestellte Marcell und Joseph L. Kahle kennen, die aus Württemberg kamen. Gemeinsam gründeten sie 1881 das eigene Großhandelsunternehmen Geo. Borgfeldt & Co. und handelten zumeist mit Importwaren. 1876 hielt sich Borgfeldt in Deutschland auf. Die Passagierliste der Überfahrt von Bremen nach New York nennt ihn als amerikanischen Staatsbürger.
1888 trat Borgfeldts Neffe und Schwager Georg Semler (* 1861) als Partner in das Unternehmen ein. 1891 kam der in Fürth geborene Pariser Großkaufmann Johann Emil Schüssel (1852–1901) hinzu. 1893 wurde die Firma ohne Namensänderung zu einer Aktiengesellschaft. Borgfeldt übernahm den Vorsitz des Vorstands und trug den Titel „President“.
Borgfeld starb 1903 und ist begraben in Kaltenleutgeben.

## Geschäftsmodell

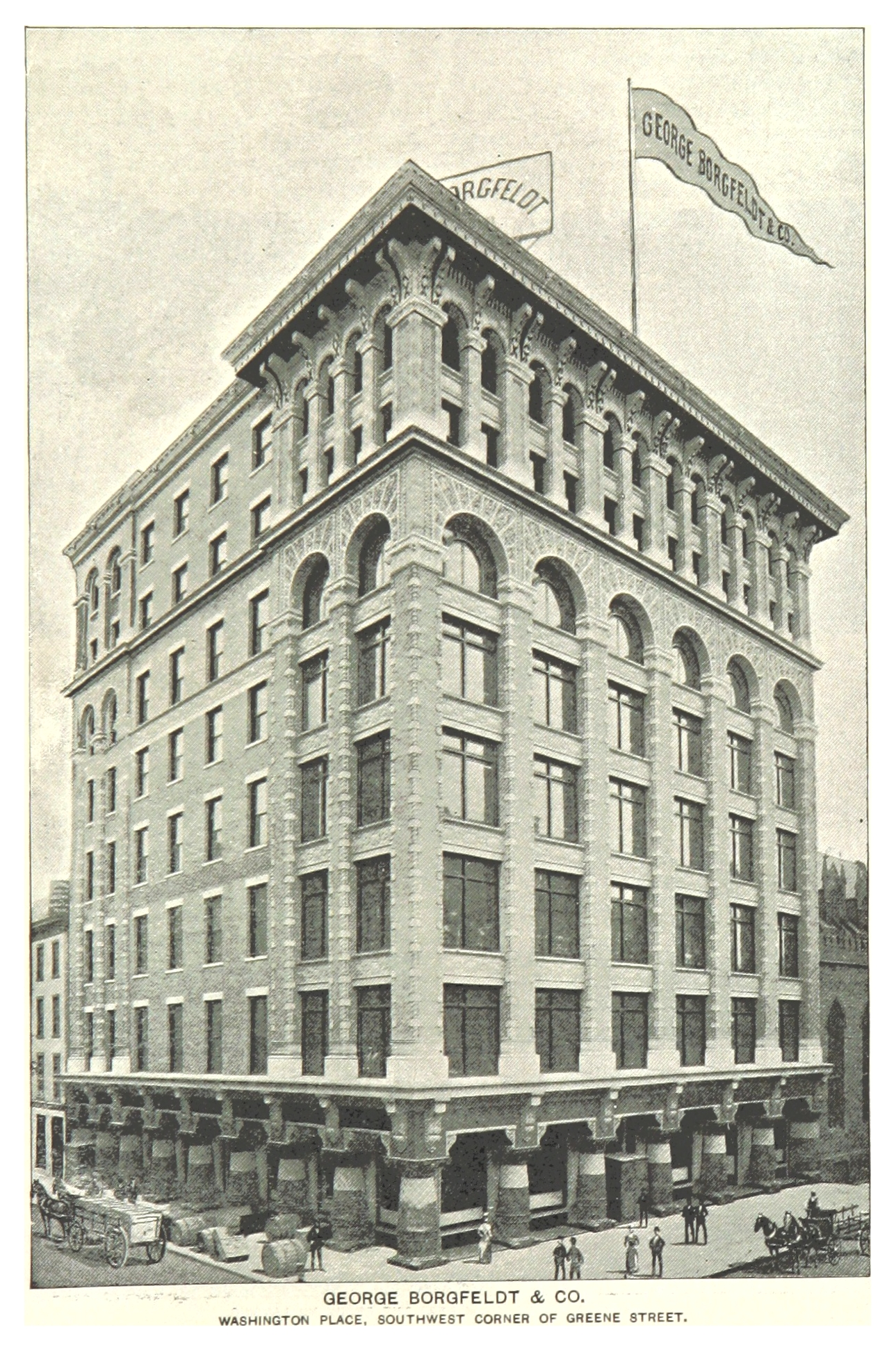
Das Kontorhaus von Borgfeldt in New York

Borgfeld verfolgte mit der von ihm so bezeichneten „The Borgfeldt Idea“ das Ziel, in New York eine Art ständiger Messe zu etablieren. Außerdem bemühte er sich um exklusive Vertriebsrechte für populäre importierte Produkte. Seinerzeit übliche Großhandelshäuser unterhielten Lager, auf die er verzichten wollte. Stattdessen stellte er in seinem Haus besonders viele Produkte aus verschiedenen Kategorien aus, die er nicht bevorratete. Als Form des Streckengroßhandels stellte er stattdessen den Transport der Waren vom Produzenten zum Einzelhandel sicher und erfand somit ein neues Geschäftsmodell.
Borgfeldt sicherte sich die Alleinvertriebsrechte zahlreicher Hersteller, deren Produkte der Einzelhandel daher nur über ihn beziehen konnte. Anfang 1881 eröffnete er Geschäftsräume, in denen er ungefähr 100.000 Exponate ausstellte. Es handelte sich insbesondere um Puppen, Spielzeug, Porzellan- und Glaswaren. 1892 unterstützte Borgfeldt den Präsidenten Grover Cleveland, der sich bereits seit längerer Zeit dafür ausgesprochen hatte, Einfuhrzölle zu senken. In New York engagierte sich der Unternehmer als Vizepräsident der „United German Democracy“. Dieser Zusammenschluss deutschamerikanischer Wähler beteiligte sich zumeist an lokalpolitischen Diskussionen. Da Borgfeldt deutsche Ehefrauen hatte, fast ausschließlich deutsche oder deutschstämmige Führungspersonen anstellte und sich so politisch engagierte, ist davon auszugehen, dass er innerlich mit Deutschland verbunden blieb.
1896 zog Borgfeldt nach Kaltenleutgeben im Wienerwald. Er wohnte hier in der großen „Villa Thuma“ mit circa 75 Hektar Grundstück, die er seit 1894 besaß und führte ein großbürgerliches Leben. Die Geschäftsleitung übernahm vermutlich größtenteils der „First Vice President“ Marcell Kahle (1858–1909). Im April musste er zwangsweise in eine private psychiatrische Klinik ziehen – die Begleitumstände hierzu geben breiten Raum für negative Spekulationen über die Reputation seiner Ehefrau.
Borgfeldt vererbte seiner Ehefrau ein großes Vermögen, mit dem sie eine große Kunstsammlung zusammenstellte. Diese umfasste größtenteils Gemälde, Plastiken und Teppiche. 1935 hielt sie in ihrem Testament fest, dass diese „Sammlung Albrecht-Hönigschmied“ nach ihrem Ableben an die Gemäldegalerie der Wiener Akademie der bildenden Künste gehen sollte. Der Ansitz in Kaltenleutgeben ging gemäß dem Testament des zweiten Ehemannes von Borgfeldts zweiter Ehefrau in den Besitz des Wiener Taubstummeninstituts über. Diese richtete darin eine Behindertenbetreuung ein.

## Familie
Borgfeldt heiratete wahrscheinlich 1857 Alice Lahey (* um 1838), deren Vater der irische Ingenieur und Einbahnunternehmer James Lahey war. Alice Lahey starb vor 1877. Danach heiratete Borgfeldt am 15. Oktober 1877 in Potsdam Agnes Johanna (Nannie) Amalia Semler (* 6. Juli 1855 in Berlin; † 9. April 1935 in Wien). Ihr Vater Adolph Semler (1825–1899) stammte aus Glückstadt und handelte in Potsdam mit Wein. Ihre Mutter Elsabe Friederike, geborene Borgfeldt (1828–1904) war eine Nichte Borgfeldts. Sie heiratete nach Borgfeldts Tod 1904 den österreichischen Diplomaten August Albrecht (ab 1902: Ritter von Hönigschmied) (1859–1937). Beide Ehen blieben kinderlos.